# 織田信武
織田 信武（おだ のぶたけ）は、江戸時代前期の大名。大和国宇陀松山藩4代藩主。通称は右近。官位は従四位下・出雲守兼侍従、伊豆守。高長系織田家3代。

## 生涯
明暦元年（1655年）、3代藩主・織田長頼の長男として江戸にて誕生した。幼名は乱麻呂（らんまろ）。
寛文6年（1666年）7月10日、4代将軍・徳川家綱に初めて御目見し、寛文12年（1672年）12月28日には従四位下・出雲守に叙任した。
延宝5年（1677年）7月11日、尾張藩2代藩主・徳川光友の養女である智姫（広幡忠幸の娘）と結婚する。元禄2年（1689年）6月6日、父の死去により家督を相続する。信武が継いだ松山藩織田家は、石高では2万8000石の陣屋外様大名に過ぎなかったが、織田信長の次男信雄の直系にあたるということで、その当主には従四位下・侍従の官位と国主大名格が与えられていた。元禄3年（1690年）5月11日、藩主として初めてのお国入りの許可を得る。元禄4年（1691年）6月25日、正室の智姫が死去したため、光友の養女である清姫（智姫の妹）と再婚した。
元禄7年（1694年）10月30日、松山陣屋において突然自殺した。享年40。
幕府は旗本・浅野長恒らを松山に派遣して調査し、この騒動の責任を織田家に問い、長男の信休を丹波国柏原藩2万石に減転封とした。またこのときに、従四位下・侍従の官位を与えられる格式と国主大名の格式も合わせて剥奪され、信休以降の当主は通常の従五位下・諸大夫の小外様大名として扱われるようになった。
『土芥寇讎記』には
「信武、文道ヲモ少ハ学ビ、武法ヲ専ラトス。行跡寛然トシテ、奢ル事ナク、家民ヲ哀憐シ、仁勇有テ、侫曲ノ志ナク、誉ノ将ト唱フ。舞楽ヲ好ム事ハ、父長頼ノ代ノ如シ。惣テ父ノ行跡ニ似テ、悪事ナシト聞フ」
とあり、当時評価の高い大名の一人であった。

## 自殺
信武の自殺の理由は、公的には乱心となっている。
乱心の原因は、宇陀崩れと呼ばれるお家騒動の影響であるとされている。宇陀松山藩の家臣団は、初代・信雄またはそれ以前から織田家に仕えてきた「古参衆」と、一時期加賀前田家に仕えていた経歴のある2代高長が伴ってきた家来衆の「加賀衆」の2派に分かれていた。4代・信武の治世、加賀衆に含まれる中山正峯と古参衆が、藩の財政政策をめぐり対立を深めた。
元禄7年（1694年）9月下旬、信武は古参衆の田中安定を手討ちにした。さらに、病気を理由に登城を拒否した生駒則正に藩士を遣わし、一族全てを討ち果たした。宇陀松山藩のこの事件は世間に広く知れ渡り、幕府も知るところとなった。翌10月末、動揺した信武は自殺した。幕府は織田家に対し、8千石減封の上で丹波柏原への転封処分とした。丹波柏原は当初、城も陣屋もなく藩政の始動に苦労するような封地であった。なお、中山は柏原転封後も織田家に出仕している。
これほどの騒動の場合、他の大名家ならばもっと大幅な減封、さらには改易となってもおかしくないが、ここにも幕府・徳川家の「織田家」への配慮が窺える。

## 系譜
- 父：織田長頼
- 母：津川氏娘
- 正室：智姫 - 広幡忠幸の娘、徳川光友の養女
  - 男子：織田信休
- 継室：清姫 - 広幡忠幸の娘、徳川光友の養女
- 生母不明の子女
  - 男子：易麻呂
  - 女子：松平義昌の養女 - 内藤政貞正室